# پائول اوناچو
پائول اوناچو (انگلیسی: Paul Onuachu؛ زادهٔ ۲۸ مهٔ ۱۹۹۴) بازیکن فوتبال اهل نیجریه است.
از باشگاه‌هایی که در آن بازی کرده‌است می‌توان به باشگاه فوتبال وایله بلدکلوب و باشگاه فوتبال میتیولن اشاره کرد.
وی همچنین در تیم ملی فوتبال نیجریه بازی کرده‌است.